# Philodromus arizonensis
Philodromus arizonensis là một loài nhện trong họ Philodromidae.
Loài này thuộc chi Philodromus. Philodromus arizonensis được miêu tả năm 1969 bởi Charles Denton Dondale & Redner.